# 마중: 커피숍 난동 수다 사건
"마중: 커피숍 난동 수다 사건"은 2018년에 개봉한 대한민국의 영화이다.

## 캐스팅
- 류대식 : 대식 역
- 문웅기 : 웅기 / 마철 역
- 정재영 : 재영 역
- 김준한 : 준한 역
- 성기국 : 기국 역
- 송준영 : 준영 역
- 차지훈 : 재영 역
- 임시준 : 커피숍 사장 역
- 서은 : 노트북녀 역
- 홍준표 : 노트북녀 남친 역
- 신연우 : 간호사 역
- 장솜이 : 통유리 미녀 역
- 설주미 : 들어오는 손님 역
- 이주영 : 테이크아웃 손님 1 역
- 이새롬 : 테이크아웃 손님 2 역
- 최윤실 : 커피숍 알바 역
- 박재현 : 커피숍 손님 1 역
- 조다슬 : 커피숍 손님 2 역
- 현슬기 : 커피숍 손님 3 역
- 변세리 : 커피숍 손님 4 역
- 홍경모 : 휠체어남 역
- 정새힘 : 휠체어남 여친 역
- 임헌성 : 핸드폰남 (목소리) 역
- 정지현

## 같이 보기
- 2018년 대한민국의 영화 목록